# Casa-forte de Duarte Coelho
A Casa-forte de Duarte Coelho, também referida como Castelo de Duarte Coelho, Torre Duarte Coelho e Castelo de Olinda, foi uma residência fortificada brasileira do atual estado de Pernambuco.
Foi erguida a partir de 1536 pelo primeiro capitão-donatário da Capitania de Pernambuco, Duarte Coelho. No século seguinte, foi demolida.

## História
A residência fortificada foi erguida pelo donatário da Capitania de Pernambuco, Duarte Coelho, quando este se estabeleceu com os seus colonos numa colina ao sul da ilha de Itamaracá, ao fundar Olinda, a 9 de março de 1535.
Para defesa da nascente povoação e de suas gentes contra os gentios e os corsários, a partir de 1536 o donatário faz levantar uma Casa-forte no formato de uma torre, em pedra e cal, no estilo manuelino em uso no ultramar português do início do século XVI — o chamado Castelo de Olinda, ou Casa-forte de Duarte Coelho. De acordo com BUENO (1999), ela ficava:

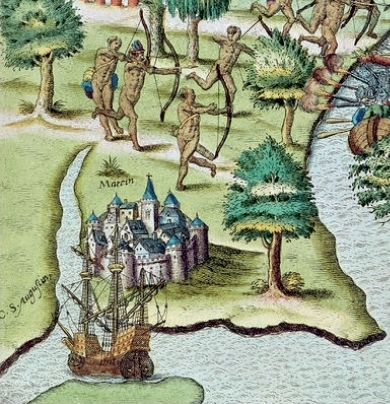
Detalhe da gravura de Théodore de Bry representando os “cercos de Igarassu” na Capitania de Pernambuco em 1549. Olinda aparece representada como um castelo.

"…exatamente no centro e no topo da colina, onde hoje corre a rua Nova (antes chamada Rua dos Nobres e, depois Rua dos Ourives), ao lado do sítio no qual, em 1599, seria construída a igreja da Misericórdia, ainda existente. Até fins do século 17, as ruínas da 'torre' de Duarte Coelho ainda podiam ser vistas, antes de serem derrubadas para dar lugar ao desenvolvimento urbano de Olinda e à construção de novos prédios." (op. cit., p. 201-202).
A povoação de Olinda, visitada por Hans Staden em sua primeira viagem (1547-1548), aparece representada como um castelo sobre uma colina numa gravura em sua obra ("Descrição verdadeira de um país de selvagens nus, ferozes e canibais, situado no Novo Mundo, América", 1557). Está identificada como "Marin", segundo alguns autores o primitivo topônimo da aldeia indígena que existira no local (STADEN, 1974:45).

## Características
De acordo com o historiador Francisco Adolfo de Varnhagen, esta estrutura constituir-se-ia em "uma espécie de castelo quadrado, à maneira das torres de menagem dos solares da Idade Média".